# Pereda de Ancares
Pereda de Ancares es una localidad española perteneciente al municipio de Valle de Ancares, en la comarca de los Ancares, provincia de León.
El pueblo cuenta con 47 habitantes según los datos del INE del 2012. En los últimos años, Pereda de Ancares se ha convertido en el punto de partida para muchos excursionistas y turistas que vienen a conocer Los Ancares debido a las rutas senderistas que cruzan la zona, pero sobre todo  al camping y a las casas rurales que hay en el pueblo; lo que le ha aportado cierta revitalización tras años de aislamiento y abandono. El sector primario sigue siendo una parte importante de la economía del pueblo. 

## Patrimonio

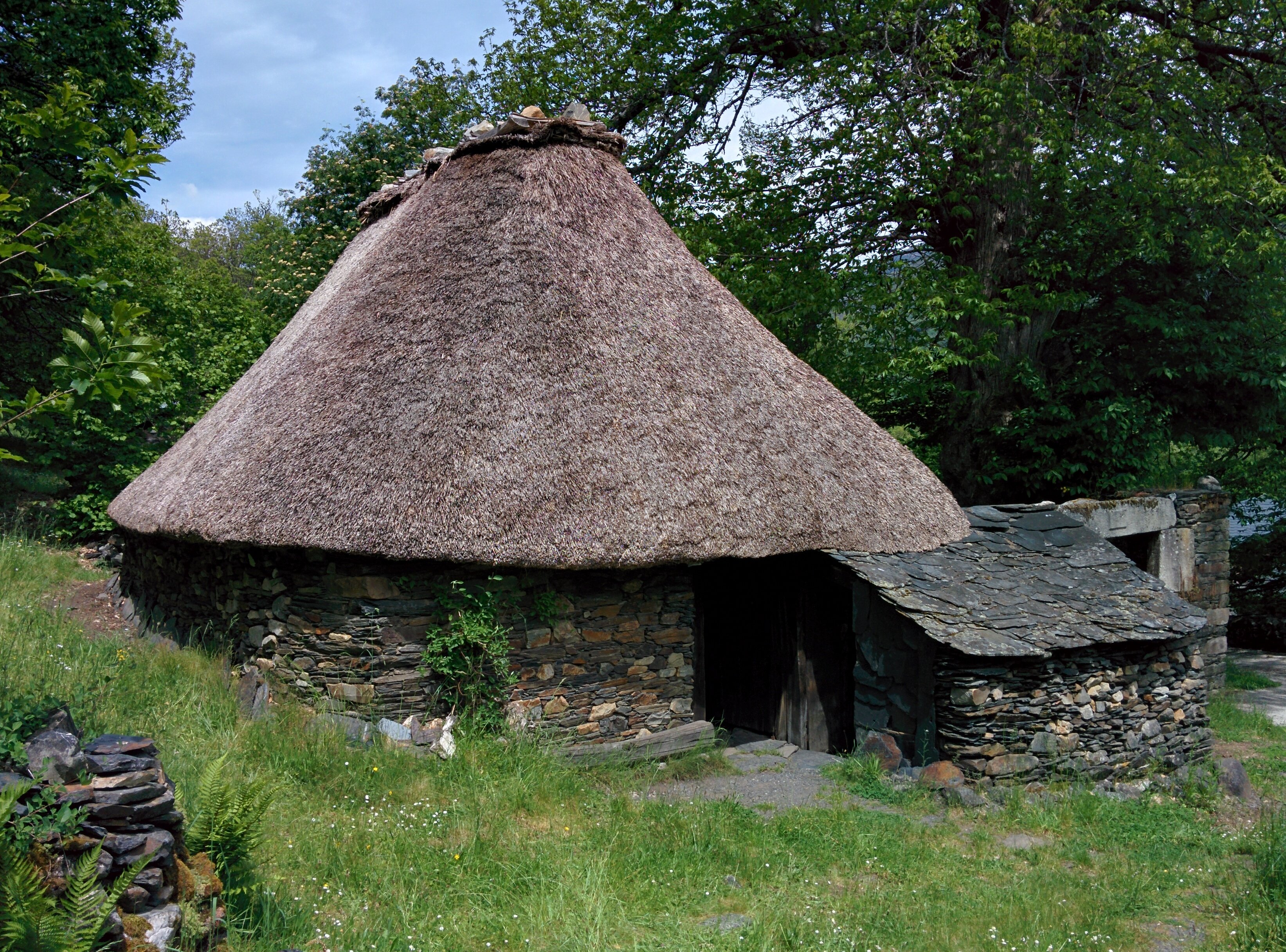
Casa de teito

El pueblo está situado en las lomas de las montañas, y la arquitectura local se compone de casas blancas con tejados de pizarra. La iglesia de Pereda de Ancares es un bello ejemplo de la arquitectura religiosa con su soportal a la entrada de la iglesia y su campanario, hecha en mampostería. El pueblo posee una de las pallozas mejor conservadas de todos los Ancares leoneses. Está proyectado su restauración sufragada por el ayuntamiento y el Instituto leonés de cultura.
El pueblo está situado en un paraje montañoso y bosques de nogales, lo que constituye el principal atractivo para los senderistas y excursionistas, que se acercan al pueblo.

## Fiestas
La principal festividad de Pereda de Ancares es el día de San Jorge.